# 가자! 장미여관으로 2 - 갈증
"가자! 장미여관으로 2 - 갈증"은 한국에서 제작된 김봉은 감독의 2014년 멜로/로맨스 영화이다. 황정아 등이 주연으로 출연하였다.

## 출연
- 황정아 : 다영 역
- 임소미 : 미나 역
- 이현국 : 현우 역
- 김명중 : 상렬 역
- 강경돈 : 사진작가 역
- 김동찬 : 건설사직원 역
- 조유이 : 은비 역
- 최창수 : 건설사임원1 역
- 김상수 : 건설사임원2 역
- 조영아 : 커피숍직원 역

## 기타
- 프로듀서: 김응민
- 제작상무: 이금복
- 제작부장: 곽재영
- 제작부: 이백재
- 제작부: 허태욱
- 제작지원: 차영익
- 제작지원: 김철희
- 제작투자: Alex Park
- 라인프로듀서: 최창호
- 촬영부: 이철석
- 조명: 이태호
- 조명부: 최상수
- 조명부: 이준희
- 조명부: 고정순
- 그립: 이상후
- 그립: 박환
- 연출부: 이은미
- 연출부: 차영호
- 스크립터: 임하영
- 조감독: 채기준
- 동시녹음: 안재환
- 음향편집: 문희찬
- 음향효과: 김용균
- 붐오퍼레이터: 임현규
- 믹싱: 이기준
- 사운드슈퍼바이저: 김봉수
- 음악지원: 김보미
- 음악지원: 김정난
- 음악지원: 김신혜
- 분장-헤어: 황아연
- 디지털처리: 홍수동
- 촬영팀: 정성준
- 데이터매니저: 황용호
- 발전차: 이종복
- 포스트프로덕션매니저: 허주영
- 보조출연: 허철
- 연출지원: 박성익
- 연출지원: 임형락